# Costa de Murmansk

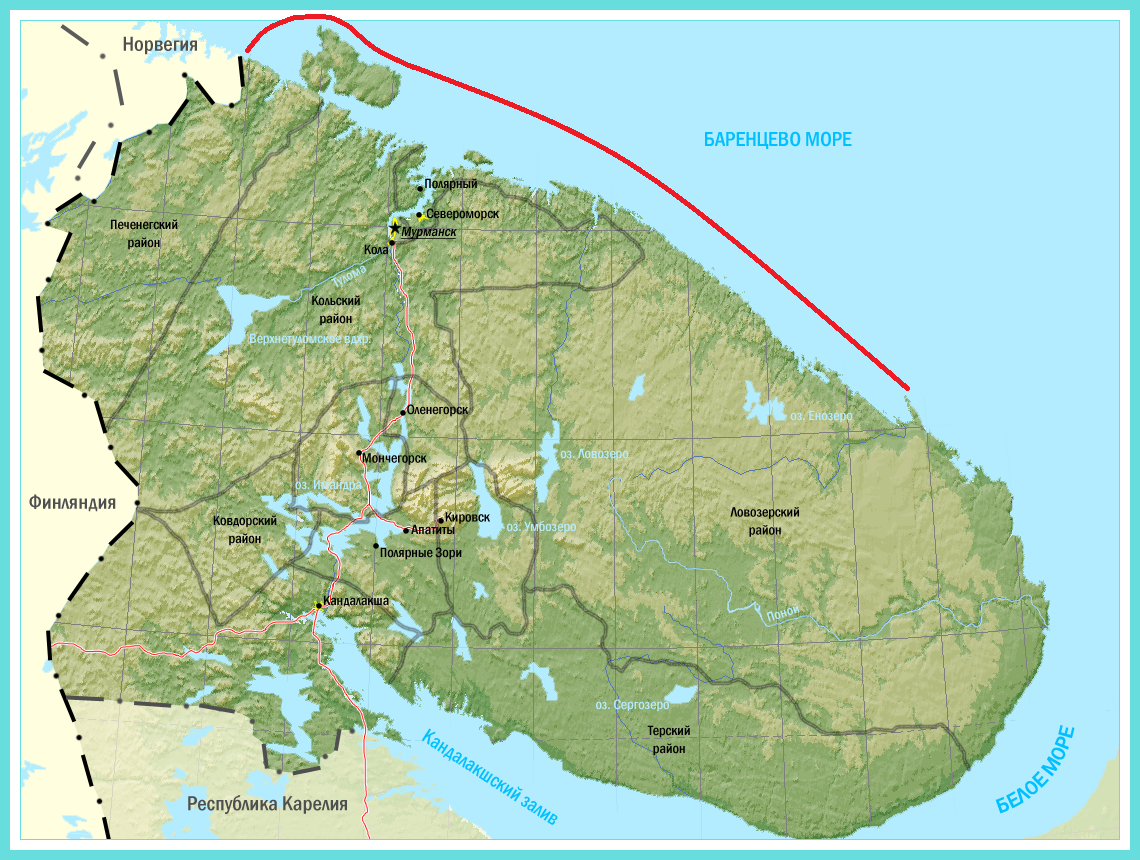
Localización de la costa

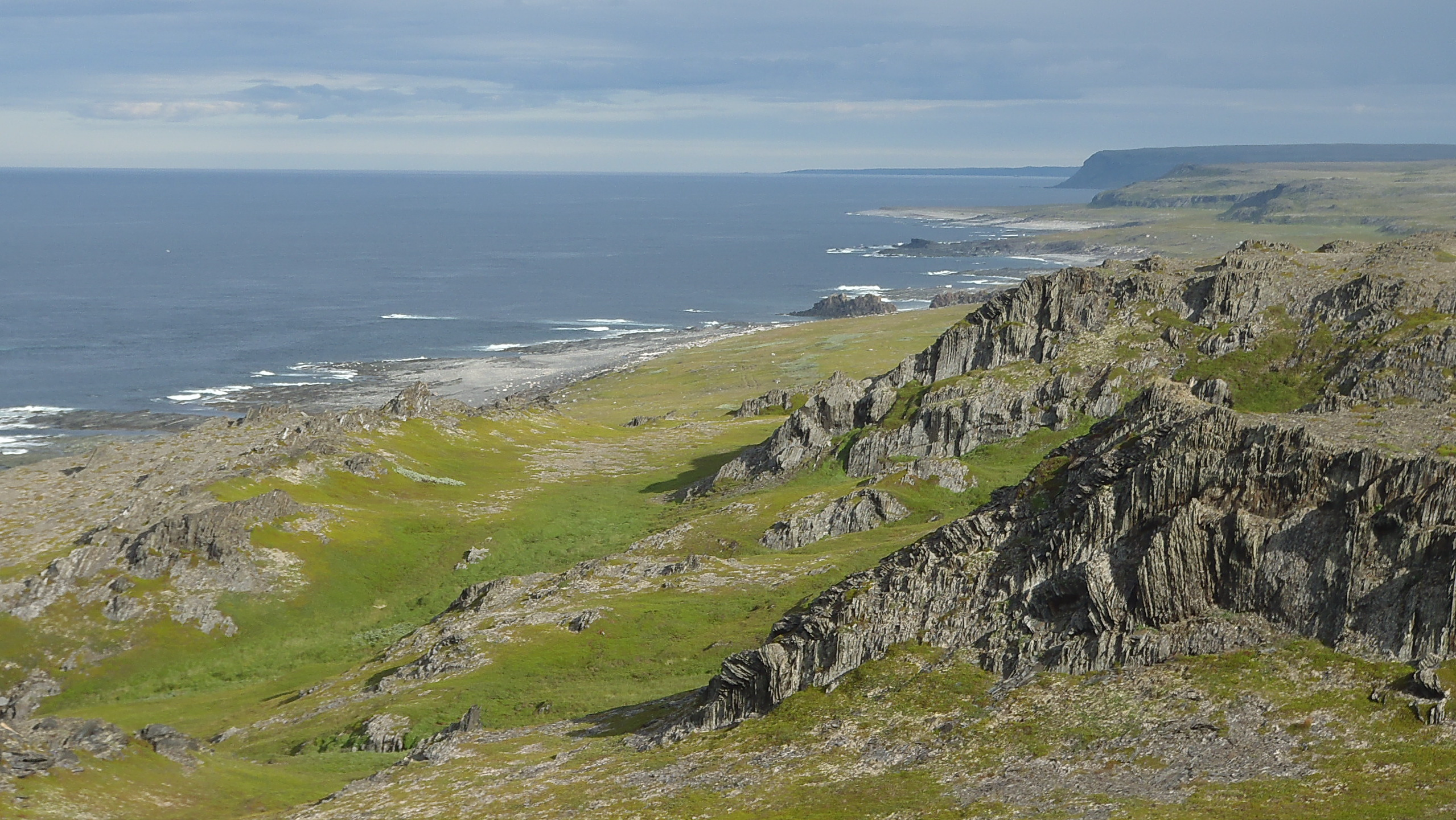
Vistas del litoral desde la península de Ribachi.

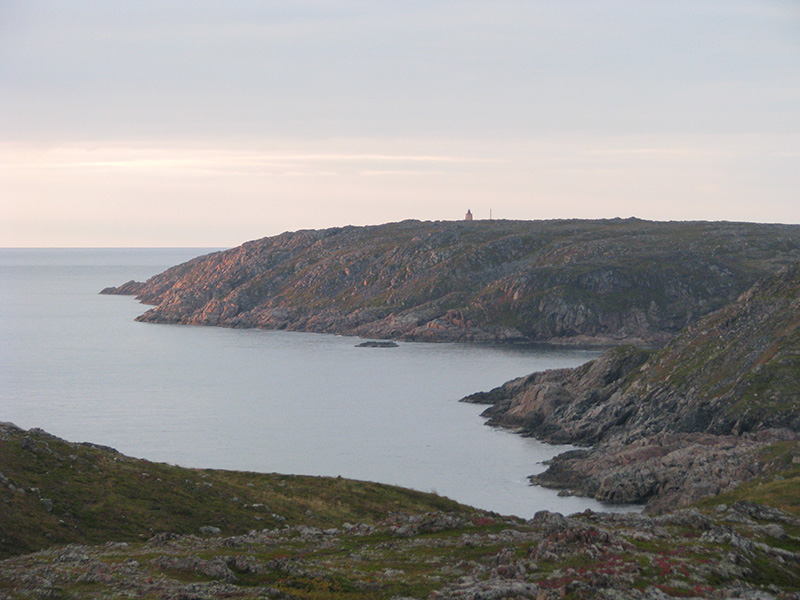
Cabo Svyatoy Nos

La costa de Murmansk (en ruso: Мурманский берег, transl.: Murmanskiy bereg) es un área costera localizada en el noroeste de Rusia, en el óblast de Murmansk, al sur del mar de Barents. La línea abarca desde la frontera con Noruega hasta el cabo Svyatoy Nos. Los ríos principales son el Tuloma y el Voronya.
El litoral está administrado por los distritos de Pechengskiy, Kolskiy, Lovozerskiy.
A lo largo de la línea costera se encuentran las localidades de: Zaozyorsk, Gadzhiyevo, Polyarny, Snezhnogorsk, Murmansk, Kola, Severomorsk y Ostrovnoy; las  cuales empezaron a ser pobladas hasta el siglo XIII por pomory y Noruegos.
Salvo la capital del óblast, el resto de la línea costera está dentro del área de seguridad por la Federación Rusa, por lo que para visitar la zona es menester pedir un permiso a la FSB.